# 后新秋镇
后新秋镇，是中华人民共和国辽宁省阜新市彰武县下辖的一个乡镇级行政单位。

## 行政区划
后新秋镇下辖以下地区：
乐园村、民家村、敖户起村、东沟村、雷家窝堡村、邱家村、永安村、新生村、白音皋村、烧锅村和平顶山村。